# Papyrus 70
Papyrus 70 (nach Gregory-Aland mit Sigel {\displaystyle {\mathfrak {P}}}70 bezeichnet) ist eine frühe griechische Abschrift des Neuen Testaments. Dieses Papyrusmanuskript des Matthäusevangeliums enthält nur die Verse 2,13–16; 2,22–3,1; 11,26–27; 12,4–5; 24,3–6; 24,12–15.
{\displaystyle {\mathfrak {P}}}70 hat einen sehr zuverlässigen Text, obwohl er nachlässig geschrieben wurde. Mittels Paläographie wurde er auf das 3. Jahrhundert datiert.

## Text
Der griechische Text des Kodex repräsentiert den Alexandrinischen Texttyp. Kurt Aland beschreibt ihn als „strikten Text“ und ordnete ihn in Kategorie I ein.

## Aufbewahrungsort
Zurzeit wird das Manuskript im Ashmolean Museum (P. Oxy. 2384) in Oxford und am Papyrologischen Institut des Archäologischen Nationalmuseums Florenz aufbewahrt (CNR 419, 420).